# Val Salarno
La Val Salarno è una valle alpina del gruppo dell'Adamello, sussidiaria della Valle di Saviore, che a sua volta è tributaria della Val Camonica.
Il suo imbocco è presso località Fabrezza di Saviore, mentre la sua testata è data dalla conca del Pian di Neve, attraversando il quale è possibile ultimare la scalata per l'Adamello.
In questa vallata sono presenti le cosiddette torbiere di Macesso (nulla di più che i resti di un lago presente fino al secolo scorso), il Lago di Salarno e il Lago di Dosazzo a quota 2070 m, alimentati dal torrente Salarno e usati a fini idroelettrici.
A 2235 m vi è il Rifugio Prudenzini, mentre nei pressi vi sono i ruderi dell'antico rifugio Salarno, in granito vivo. Venne edificato nel 1881, ma abbandonato dal 1907 è ora diroccato.Il rifugio Prudenzini è raggiungibile tramite una mulattiera da Fabrezza
in circa 2.30 ore di cammino ed è aperto nella stagione estiva. La Val Salarno offre anche numerose vie di arrampicata moderne per lo più con tecnica di aderenza sulle pareti della testata, come i Corni di Salarno e Cornetto di Salarno ed il Corno Miller oltre ad altre cime.
È attraversata in tutta la sua lunghezza dal segnavia 14, mentre è percorsa trasversalmente - all'altezza del Rifugio Prudenzini - dal segnavia 1.